# 呉永煥

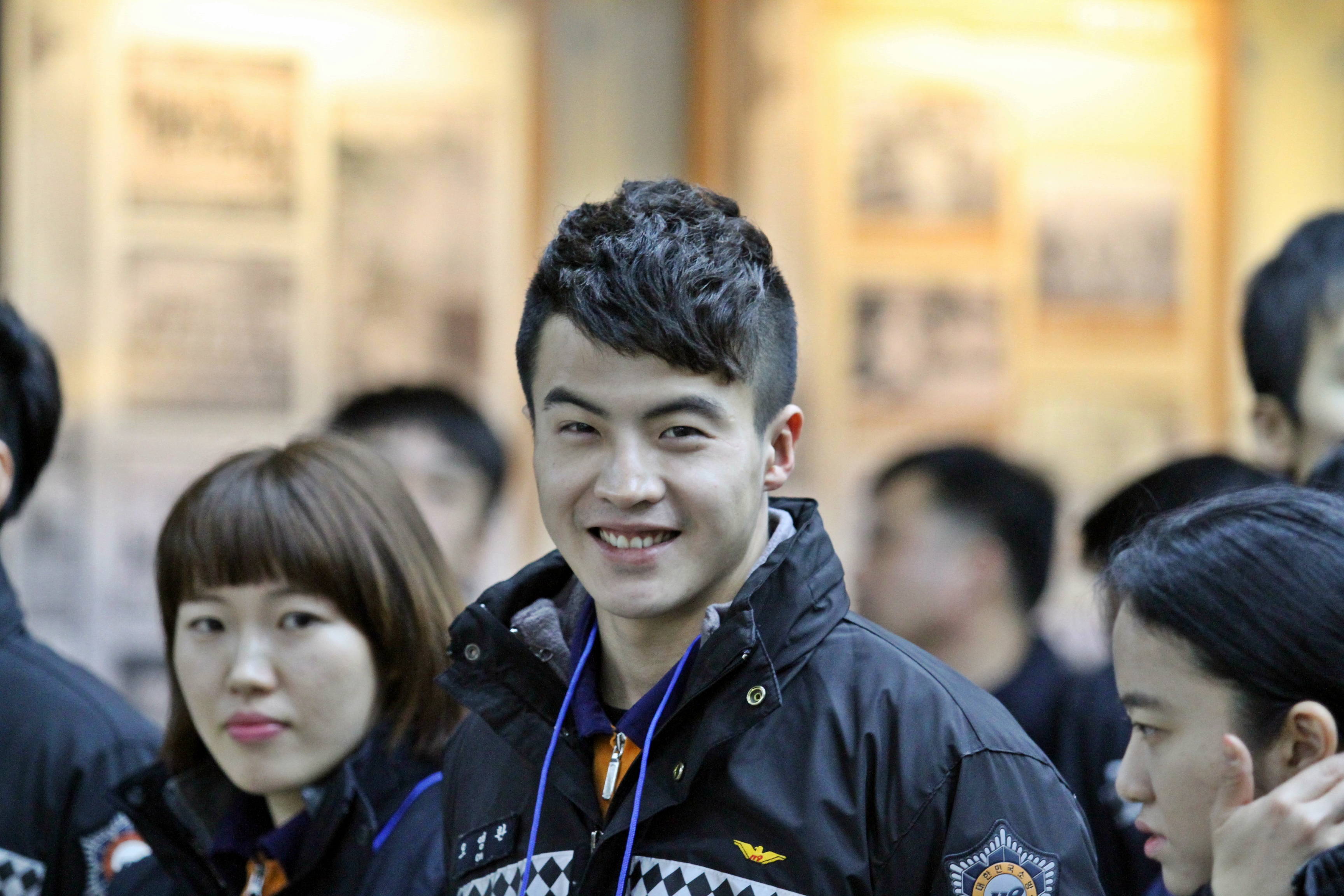
2015年

呉 永煥（オ・ヨンファン、朝鮮語: 오영환、1988年2月10日 - ）は、韓国の政治家、元消防士、随筆家。元共に民主党所属の第21代韓国国会議員。

## 経歴
京畿道東豆川市出身。本貫は咸陽呉氏。父親は慶尚南道山清郡出身の職業軍人だったが、退役後に事業の失敗により一家と共に親族のいるの釜山に転居した。釜山洛東高等学校時代から消防士になることを決意し、仁済大学校進学後に中退して消防施設管理会社や義務消防隊で勤務した。2010年から2012年まではソウル広津消防署の119救助隊員。2012年からソウル特別市119特殊救助団山岳救助隊員、2015年からソウル城北消防署現場対応団のオートバイ救急隊員を歴任した。2016年にソウル市立大学校消防防災学科を卒業。2017年から中央119救助本部の首都圏119特殊救助隊航空隊員を務めた。2019年退職後に政界入り、共に民主党災害安全特別委員長を務めた。同年の第21代総選挙で共に民主党公認で議政府市甲選挙区から出馬し、無所属で出馬した元国会議長の文喜相の息子などを抑えて当選した。
2023年4月10日、翌年の第22代総選挙に出馬せず、消防士に戻りたいことを発表した。2024年3月17日に党内の異議排除を批判して共に民主党を離党し、李洛淵が率いる新しい未来に入党した。新しい未来では選挙対策委員長を務める予定である。

## 家族
妻は元スポーツクライミング韓国代表のキム・ジャインで、2人は2015年に結婚した。

## 著作
- ある消防士の祈り（어느 소방관의 기도）、2015年、ISBN 9788965702962[10]